# Lamme (Blang Bintang)
Lamme is een bestuurslaag in het regentschap Aceh Besar van de provincie Atjeh, Indonesië. Lamme telt 343 inwoners (volkstelling 2010).